# IC 1627
IC 1627 је спирална галаксија у сазвјежђу Феникс која се налази на листи објеката дубоког неба у Индекс каталогу.
Деклинација објекта је - 46° 5' 38" а ректасцензија 1h 8m 10,8s. Привидна величина (магнитуда) објекта IC 1627 износи 12,9 а фотографска магнитуда 13,7. Налази се на удаљености од 79,180 милиона парсека од Сунца. IC 1627 је још познат и под ознакама ESO 243-34, DRCG 40-19, IRAS 01059-4621, PGC 4027.